# Curtiss Autoplane
Inventé par Glenn Curtiss en février 1917, le Curtiss Autoplane est globalement considéré comme la première tentative de construction d'une voiture volante (en anglais : « roadable aircraft »). Bien que le véhicule ait été en mesure d'effectuer quelques sauts en s'arrachant du sol, il n'est jamais parvenu à effectuer un véritable vol soutenu.

## Conception et développement
L'Autoplane était un triplan, utilisant les ailes d'un avion d'entraînement, le Model L, et un petit plan canard monté sur le nez de l'avion. Le fuselage en aluminium de l'Autoplane ressemblait à une Ford T et disposait de trois sièges installés dans une cabine fermée, avec le conducteur/pilote assis sur le siège avant et les deux passagers assis côte-à-côte à l'arrière. L'appareil employait une hélice propulsive, entraînée par des courroies reliées à un moteur moteur V8 Curtiss OXX (en) refroidi par eau développant une puissance de 100 ch (75 kW),, et disposait d'un empennage à double dérive. L'avion disposait de quatre roues, faisant à la fois office de train d'atterrissage et de moyen de locomotion pour la conduite automobile « classique ». Les deux roues étaient à cet effet reliées à un système de direction. Dans le cas d'une utilisation comme automobile, les ailes et la queue pouvaient être retirées du reste du véhicule,.
L'Autoplane fut présenté à la Pan-American Aeronautic Exposition à New York, en février 1917. Il effectua quelques sauts, mais l'entrée des États-Unis dans la Première Guerre mondiale, en avril 1917, mit fin à son développement.

### Magazines
- V. Rubor, « Une limousine aérienne », La Science et la Vie, Paris, France,‎ décembre 1917 – janvier 1918, p. 179–180.